# 冯·诺伊曼基数指派
冯·诺伊曼基数指派是使用序数的基数指派。对于良序集合 U，我们定义它的基数为等势(equinumerous)于 U 的最小序数。更加精确的，
{\displaystyle |U|=\mathrm {card} (U)=\inf\{\alpha \in ON\ |\ \alpha =_{c}U\}}，
當中：
- {\displaystyle A\leq _{c}B\iff (\exists f)(f:A\to B\,}是单射{\displaystyle )\,}
- {\displaystyle A\leq _{c}B} 和 {\displaystyle B\leq _{c}A} 都为真{\displaystyle \iff A=_{c}B\ }為真
- {\displaystyle ON}是序数的类。

这个序数也叫做这个基数的初始序数。使用替代公理，U 是良序的和序数的类是良序的的事实保证这样一个序数存在并且是唯一的。通过完全选择公理，所有集合都是可良序的，所以所有集合都有一个基数；我们使用从序数继承来的次序排序基数。容易发现这与通过 {\displaystyle \leq _{c}} 的排序相符。这是基数的良序排序。

## 基数的初始序数
每个序数都有一个关联的基数，它的势，通过简单的忘记这个次序而获得的。任何良序集合都有这个序数作为它的有同样势的序类型。有给定基数作为它的势的最小的序数被叫做这个基数的初始序数。所有有限序数(自然数)是初始的，但是多数无限序数不是初始的。选择公理等价于声称所有集合可以是良序的，就是说所有基数都有初始序数。在这种情况下，在传统上把基数等同它的初始序数，并称这个初始序数是一个基数。
第 α 无限初始序数写为 {\displaystyle \omega _{\alpha }}。它的势写为 {\displaystyle \aleph _{\alpha }}。例如，ω0 = ω 的势是 {\displaystyle \aleph _{0}}，它也是 ω² 或 ε0(所有可数序数)的势。所以(假定选择公理)我们可以把 ω 等同于 {\displaystyle \aleph _{0}}，除了在写为基数的时候使用符号 {\displaystyle \aleph _{0}}，写为序数的时候使用符号 ω 之外(这是重要的，因为 {\displaystyle \aleph _{0}^{2}=\aleph _{0}} 而 {\displaystyle \omega ^{2}>\omega })。还有，{\displaystyle \omega _{1}} 是最小的不可数序数(要见到它的存在，考虑自然数的良序排序的等价类的集合: 每个这种良序排序定义一个可数序数，而 {\displaystyle \omega _{1}} 是这个集合的序类型)，{\displaystyle \omega _{2}} 是其势大于 {\displaystyle \aleph _{1}} 的最小的序数，以此类推，而 {\displaystyle \omega _{\omega }} 是对于自然数 n 的 {\displaystyle \omega _{n}} 的极限(任何基数的极限是基数，所以这个极限的确是在所有 {\displaystyle \omega _{n}} 之后的第一个基数)。